# Austrovannius
Austrovannius is een geslacht van wantsen uit de familie van de Miridae (Blindwantsen). Het geslacht werd voor het eerst wetenschappelijk beschreven door Cassis, Schwartz & Moulds in 2003

## Soorten
Het genus bevat de volgende soorten:

- Austrovannius platnicki Cassis, Schwartz & Moulds, 2003
- Austrovannius scutica Cassis, Schwartz & Moulds, 2003
- Austrovannius xepenehense Cassis, Schwartz & Moulds, 2003